# Meander (matematika)
A matematikában a meander vagy zárt meander egy olyan hurokmentes (magát nem metsző) görbe, mely többször metsz egy egyenest. Nevét a folyókanyarulatot jelentő meanderről kapta. Úgy képzelhetünk el egy meandert, mint az útvonalunkat, amint egy folyó fölötti összes hídon átmegyünk egyszer, és visszaérünk oda, ahonnan indultunk.

## Meander
Adott egy irányított E egyenes az euklideszi síkon (R2). Egy n-edrendű meander egy önmagát nem metsző (hurokmentes) zárt görbe, amely 2n helyen metszi E-t. Két meander akkor ekvivalens, ha topológiailag izomorf (homeomorf).

### Példák
Az elsőrendű (n=1) meander az E egyenest két pontban metszi.
A másodrendű (n=2) meander az E egyenest négy pontban metszi.

### Meandrikus számok
A különböző n-edrendű meanderek számát az n-edik meandrikus számnak hívjuk. Az első tizenöt meandrikus szám lejjebb látható (A005315 sorozat az OEIS-ben)
M1 = 1
M2 = 2
M3 = 8
M4 = 42
M5 = 262
M6 = 1828
M7 = 13 820
M8 = 110 954
M9 = 933 458
M10 = 8 152 860
M11 = 73 424 650
M12 = 678 390 116
M13 = 6 405 031 050
M14 = 61 606 881 612
M15 = 602 188 541 928

### Meanderpermutáció

Meanderpermutáció
(1 8 5 4 3 6 7 2)

Egy meandervonal metszéseit a vonalon megszámozva, majd a görbe érintési sorrendjébe rakva többféle számsort is kaphatunk, ugyanis a görbét többféleképpen lehet megrajzolni. Ez egy permutáció. 
A közmegegyezés szerint az 1-es számmal a bal szélen indul a számozás, és itt a görbe felfelé halad. Megfigyelhető, hogy felváltva páros és páratlan számokat érint.

## Nyílt meander
Adott egy irányított E egyenes az euklideszi síkon (R2). Egy n-edrendű nyílt meander egy olyan önmagát nem metsző irányított görbe R2-ben, mely n-szer metszi E-t.

### Példák
Az elsőrendű meander egy pontban metszi az egyenest.
A másodrendű meander két pontban metszi az egyenest.

### Nyílt meandrikus számok
A különböző n-edrendű nyílt meanderek számát nevezzük az n-edik meandrikus számnak. Jele:mn Különböző alatt az egymással nem homeomorf meandereket értjük. Íme az első 15 nyílt meandrikus szám: (A005316 sorozat az OEIS-ben)
m1 = 1
m2 = 1
m3 = 2
m4 = 3
m5 = 8
m6 = 14
m7 = 42
m8 = 81
m9 = 262
m10 = 538
m11 = 1828
m12 = 3926
m13 = 13820
m14 = 30694
m15 = 110954

## Félmeanderek
Adott egy F félegyenes az euklideszi síkon (R2). Egy n-edrendű félmeander egy olyan önmagát nem metsző zárt görbe, mely n-szer metszi F-et. Két félmeander ekvivalens, ha homeomorfak a síkban.

### Példák
Az elsőrendű félmeander egyszer metszi F-et.
A másodrendű félmeander kétszer metszi F-et.

### Félmeandrikus számok
A különböző n-edrendű félmeanderek számát nevezzük az n-edik félmeandrikus számnak. Jele: Mn (Gyakran felülvonással jelölik alulvonás helyett) Az első 15 félmeandrikus szám a következő (A000682 sorozat az OEIS-ben).
M1 = 1
M2 = 1
M3 = 2
M4 = 4
M5 = 10
M6 = 24
M7 = 66
M8 = 174
M9 = 504
M10 = 1406
M11 = 4210
M12 = 12198
M13 = 37378
M14 = 111278
M15 = 346846

## Összefüggések a meandrikus számok között
Meandrikusról nyílt meandrikus számokra fenn áll a következő injektív leképezés:
Mn = m2n‒1
Minden meandrikus szám rendre két félmeandrikus közé esik:
Mn ≤ Mn ≤ M2n
A másodiktól kezdve (n>1) minden meandrikus szám páros:
Mn ≡ 0 (mod 2)

## Fordítás
- Ez a szócikk részben vagy egészben  a   Meander (mathematics) című angol Wikipédia-szócikk fordításán alapul.  Az eredeti cikk szerkesztőit annak laptörténete sorolja fel. Ez a jelzés csupán a megfogalmazás eredetét és a szerzői jogokat jelzi, nem szolgál a cikkben szereplő információk forrásmegjelöléseként.